# سبالو
سبالو یکی از شکلهای معمول محلی موسیقی جنوب ایران است که آوازی است که با دایره همراهی می‌گردد و به وسیله خوانندگانی که دایره‌وار کنار هم می‌نشینند، اجرا می‌شود. خوانندگان هم زمان با اجرای سبالو، شانه‌های خود را به طرف راست و چپ منظماً حرکت می‌دهند. رقص و موسیقی سبالو متأثر از موسیقی آفریقایی است.